# Sounds of Decay
Sounds Of Decay es un EP de tres canciones lanzado por Katatonia en 1997. Es el último trabajo del grupo en el estilo Doom/death. Al mismo tiempo, se nota la transición al rock gótico en la producción más suave y en la mayor cantidad de pasajes de guitarras limpias.
Una cuarta canción llamada "Untrue" también fue grabada en estas sesiones de estudio, pero no terminó en el lanzamiento original. Fue lanzada más tarde en el álbum compilatorio Brave Yester Days de 2004.
La portada es una fotografía de un dios decrépito, tomada del film surrealista Begotten.
Este EP también fue agregado al relanzamiento de Brave Murder Day por parte de Peaceville Records en 2006.
De acuerdo con Mikael Åkerfeldt, se grabaron dos versiones de este EP, siendo la primera "más brutal" que la segunda. También anota que siempre le gustó más la versión original y que lamenta que Katatonia no la haya lanzado.

## Lista de canciones
- Toda la música por Katatonia. Todas las letras por Jonas Renske.

| N.º | Título            | Letras  | Duración |  |
| 1.  | «Nowhere»         | Renske  | 6:08     |  |
| 2.  | «At Last»         | Nyström | 6:13     |  |
| 3.  | «Inside The Fall» | Nyström | 6:20     |  |

## Créditos
- Blackheim – guitarra, bajo
- Jonas Renkse – batería, voces limpias
- Fredrik Norrman – guitarra
- Mikael Åkerfeldt – voces guturales